# Ankadinandriana
 (janvier 2016).
Si vous disposez d'ouvrages ou d'articles de référence ou si vous connaissez des sites web de qualité traitant du thème abordé ici, merci de compléter l'article en donnant les références utiles à sa vérifiabilité et en les liant à la section « Notes et références ».
Ankadinandriana est un village de Madagascar, formé au XVIIIe siècle.

## Histoire
D’après la légende, une source d’eau naturelle située au nord du village d’Ankadinandriana, qui a été « kadiana »[Quoi ?] lors du passage d’une princesse (fille du Roi d’Andrianampoinimerina). 
La première commune n’a vu le jour qu’en 1904. Elle a ses armoiries avec la devise « Tanindrazana tsy ho tany ngazana » prise en 1966 écrite en bas. Sur les armoiries se trouvent en illustrations un portail en pierre ronde, une bêche, une plume à écrire et une fleur d’œillet ainsi qu’une cascade. Elle fut la première commune rurale à être dotée de téléphone et est la première commune rurale de Madagascar à être informatisée pour les opérations administratives[réf. nécessaire].

## Géographie
Ankadinandriana est située au sud est à 43 km de la ville d’Antananarivo sur la route passant par Ambatofotsy. Elle fait partie d'Antananarivo Avaradrano. Elle est limitée à l’est par la commune rurale de Miadanandriana, à l’ouest par les communes rurales d'Ambatofahavalo et de Tsiafahy, au sud par la commune rurale d'Anosibe et par la commune rurale de Mandrosoa, au nord par la commune rurale d'Alarobia et par la commune rurale d'Ambatomanga. Sa superficie est de 107 Km2. 
Elle présente un relief montagneux. Du point de vue hydrographie, le nord est limité par le fleuve d’Ikopa (qui alimente la centrale hydroélectrique d’Antelomita (JI.RA.MA)), le fleuve de Volotsangana ; l’ouest est limité par la rivière d’Andranomiady. Le sol est de type latéritique. 
La végétation est essentiellement de type steppe à graminées (Bozaka). Néanmoins, les flancs de colline sont plantés de pins et d’eucalyptus. Quelques Fokontany du centre de la commune plantent des fleurs coupées (œillets, glaïeuls, lys…) et s'adonnent à la pépinière. La climatologie est de type pluvieux en été, les températures maxima et minima sont respectivement de 24 °C et de 6 °C.
Avec ses 16 000 habitants, Ankadinandriana est composée de 17 fokontany : Fokontany Ankadinandriana, Andraravola, Ampahitrosy, Ambohitromby, Ambohimahatsinjo, Fihasinana, Andriampamaky, Antanimarina, Antanetibe, Soamonina, Andranovelona, Andranomonina, Ambohitsararay, Ambohitraina, Morarano, Ambohijato, Miorikampoza.